# Millville (Delaware)
Millville è un comune degli Stati Uniti, situata nella Contea di Sussex, nello Stato del Delaware. Secondo il censimento del 2000 la popolazione era di 259 abitanti. Appartiene all'area micropolitana di Seaford.

## Geografia fisica
Secondo i rilevamenti dello United States Census Bureau, il comune di Millville si estende su una superficie totale di 1,3 km², tutti quanti occupati da terre.

## Popolazione
Secondo il censimento del 2000, a Millville vivevano 259 persone, ed erano presenti 71 gruppi familiari. La densità di popolazione era di 57 ab./km². Nel territorio comunale si trovavano 141 unità edificate. Per quanto riguarda la composizione etnica degli abitanti, il 96,91% era bianco. Il restante 3,09% della popolazione appartiene ad altre razze o a più di una. La popolazione di ogni razza proveniente dall'America Latina corrispondeva allo 0,77% degli abitanti.
Per quanto riguarda la suddivisione della popolazione in fasce d'età, il 18,5% era al di sotto dei 18, il 7,3% fra i 18 e i 24, il 30,1% fra i 25 e i 44, il 25,1% fra i 45 e i 64, mentre infine il 18,9% era al di sopra dei 65 anni di età. L'età media della popolazione era di 42 anni. Per ogni 100 donne residenti vivevano 99,2 maschi.